# Владовце
Владовце је насеље у Србији у општини Трговиште у Пчињском округу. Према попису из 2022. било је 22 становника (према попису из 2002. било је 50 становника).

## Демографија
У насељу Владовце живи 35 пунолетних становника, а просечна старост становништва износи 41,0 година (40,5 код мушкараца и 41,7 код жена). У насељу има 17 домаћинстава, а просечан број чланова по домаћинству је 2,94.
Ово насеље је у потпуности насељено Србима (према попису из 2002. године), а у последња три пописа, примећен је пад у броју становника.
|  |

| Демографија | Демографија | Демографија |
| Година      | Становника  | Становника  |
| ----------- | ----------- | ----------- |
| 1948.       | 180         |             |
| 1953.       | 147         |             |
| 1961.       | 106         |             |
| 1971.       | 93          |             |
| 1981.       | 60          |             |
| 1991.       | 57          | 49          |
| 2002.       | 50          | 55          |
| 2011.       | 42          |             |

| Етнички састав према попису из 2002.‍ | Етнички састав према попису из 2002.‍ | Етнички састав према попису из 2002.‍ | Етнички састав према попису из 2002.‍ | Етнички састав према попису из 2002.‍ |
| ------------------------------------ | ------------------------------------ | ------------------------------------ | ------------------------------------ | ------------------------------------ |
|                                      |                                      |                                      |                                      |                                      |
| Срби                                 | Срби                                 |                                      | 50                                   | 100,0%                               |
| непознато                            | непознато                            |                                      | 0                                    | 0,0%                                 |

| Година пописа     | 1948. | 1953. | 1961. | 1971. | 1981. | 1991. | 2002. |
| ----------------- | ----- | ----- | ----- | ----- | ----- | ----- | ----- |
| Број домаћинстава | 30    | 29    | 21    | 21    | 20    | 17    | 17    |

| Број чланова      | 1 | 2 | 3 | 4 | 5 | 6 | 7 | 8 | 9 | 10 и више | Просек |
| ----------------- | - | - | - | - | - | - | - | - | - | --------- | ------ |
| Број домаћинстава | 3 | 5 | 3 | 4 | 0 | 2 | 0 | 0 | 0 | 0         | 2,94   |

| Пол    | Укупно | Неожењен/Неудата | Ожењен/Удата | Удовац/Удовица | Разведен/Разведена | Непознато |
| ------ | ------ | ---------------- | ------------ | -------------- | ------------------ | --------- |
| Мушки  | 23     | 9                | 13           | 1              | 0                  | 0         |
| Женски | 17     | 2                | 12           | 3              | 0                  | 0         |
| УКУПНО | 40     | 11               | 25           | 4              | 0                  | 0         |

| Пол    | Укупно                    | Пољопривреда, лов и шумарство | Рибарство                            | Вађење руде и камена | Прерађивачка индустрија       |
| ------ | ------------------------- | ----------------------------- | ------------------------------------ | -------------------- | ----------------------------- |
| Мушки  | 16                        | 7                             | 0                                    | 0                    | 3                             |
| Женски | 12                        | 7                             | 0                                    | 0                    | 3                             |
| УКУПНО | 28                        | 14                            | 0                                    | 0                    | 6                             |
| Пол    | Производња и снабдевање   | Грађевинарство                | Трговина                             | Хотели и ресторани   | Саобраћај, складиштење и везе |
| Мушки  | 0                         | 0                             | 1                                    | 0                    | 1                             |
| Женски | 0                         | 0                             | 0                                    | 0                    | 0                             |
| УКУПНО | 0                         | 0                             | 1                                    | 0                    | 1                             |
| Пол    | Финансијско посредовање   | Некретнине                    | Државна управа и одбрана             | Образовање           | Здравствени и социјални рад   |
| Мушки  | 0                         | 0                             | 1                                    | 1                    | 1                             |
| Женски | 0                         | 0                             | 0                                    | 1                    | 1                             |
| УКУПНО | 0                         | 0                             | 1                                    | 2                    | 2                             |
| Пол    | Остале услужне активности | Приватна домаћинства          | Екстериторијалне организације и тела | Непознато            | Непознато                     |
| Мушки  | 0                         | 0                             | 0                                    | 1                    | 1                             |
| Женски | 0                         | 0                             | 0                                    | 0                    | 0                             |
| УКУПНО | 0                         | 0                             | 0                                    | 1                    | 1                             |